# Emran Barakzai
Emran Barakzai (Kabul, Afghanistan, 29 november 1994) is een Afghaans-Nederlandse arts en voormalig profvoetballer die als middenvelder speelde.  
In 2015 begon hij zijn studie Geneeskunde aan de Vrije Universiteit in Amsterdam, waar hij in 2023 afstudeerde als arts. Momenteel is Barakzai werkzaam als ANIOS bij ArboAnders. 

## Clubcarrière

### AFC Ajax
Barakzai speelde in de F1 en E1 van VV Zeewolde en kwam in 2007 over van FC Omniworld om in de jeugdopleiding van AFC Ajax te gaan spelen.
Tijdens het seizoen 2013/14 maakte hij deel uit van de selectie van Jong Ajax die dat seizoen waren toegetreden tot de Jupiler League. Vanwege blessureleed en de vele concurrentie kreeg Barakzai echter weinig speelminuten van coach Alfons Groenendijk. Tijdens speelronde 35 op 11 april 2014 maakte hij in het uitduel tegen FC Volendam zijn debuut in het betaald voetbal voor Jong Ajax. In deze wedstrijd, die met 1-0 werd verloren, verving hij in de 84e minuut Sheraldo Becker. Na afloop van de laatste training van Jong Ajax op 16 mei 2014 meldde Ajax via de officiële website dat het aflopende contract van Barakzai niet zou worden verlengd.

### Amateurvoetbal
Na zijn vertrek bij Ajax legde hij, zonder succes, verschillende stages af bij clubs in binnen- en buitenland. Zo was hij in mei 2014 op proef bij Go Ahead Eagles. Hij koos er vervolgens voor om zich bij het tweede elftal van de amateurs van VV Hoogland aan te sluiten om zich meer te kunnen richten op zijn studie geneeskunde aan de Vrije Universiteit Amsterdam. In de voorbereiding op het seizoen 2015/16 maakte hij de overstap naar Topklasser DVS '33. In het seizoen 2016/17 speelde hij voor VV Bennekom in de eerste klasse. In 2017 ging hij voor SV DTS in de derde klasse spelen. In 2019 ging hij voor een lager team van DVVA spelen. Hij studeerde geneeskunde en werd arts.

## Carrièrestatistieken

### Beloften
| Seizoen | Club      |                    | Competitie     | Competitie | Competitie |
| Seizoen | Club      | Wed.               | Competitie     | Dlp.       |            |
| ------- | --------- | ------------------ | -------------- | ---------- | ---------- |
| 2013/14 | Jong Ajax | Vlag van Nederland | Eerste divisie | 1          | 0          |
| Totaal  | Totaal    | Totaal             | Totaal         | 1          | 0          |